# Karbahol
Karbahol (Karbastat, Karboptik, Izopto karbahol, Miostat, karbamilholin) je lek koji se vezuje za i aktivira acetilholinski receptor. On je klasifikovan kao holinergički agonist. On se primarno koristi za razne oftalmološke svrhe, kao što je lečenje glaukoma, ili se upotrebljava tokom oftalmoloških operacija. On se koristi u obliku oftalmoloških rastvora (i.e. kapi za oči).

## Hemija i farmakologija
Karbahol je holinski karbamat. On je pozitivno naelektrisani kvaternarni amin, koji se stoga slabo apsorbuje u gastro-intestinalnom traktu i ne prelazi krvno-moždanu barijeru. On se obično unosi okularno ili putem intraokularne injekcije. Holinesteraza sporo metabolizuje karbakol. Njegovo dejstvo počinje nakon dva do pet minuta, a dužina njegovog delovanja je 4 do 8 sati za topičko doziranje i 24 sata za intraokularnu инјекцију. Pošto se karbakol slabo apsorbuje putem topičke administracije, on se koristi u smeši sa benzalkonijum hloridom da bi se ubrzala apsorpcija.
Karbahol je parasimpatomimetik koji stimuliše muskarinske i nikotinske receptore. U okularnoj i intraokularnoj primeni njegovi glavni efekti su mioza i povišeni odliv očne vodice (lat. humor aquosus).

## Literatura
- Brenner, G. M. (2000). Pharmacology. Philadelphia, PA: W.B. Saunders Company.  0-7216-7757-6
- Canadian Pharmacists Association (2000). Compendium of pharmaceuticals and specialties (25th ed.). Toronto, ON: Webcom.  0-919115-76-4
- Carbachol (1998). MedlinePlus., Приступљено 27. 6. 2004.
- Carbachol (2003). RxList., Приступљено 27. 6. 2004.
- National Institute for Occupational Safety and Health. (2002). Choline, chloride, carbamate. In The registry of toxic effects of chemical substances., Приступљено 27. 6. 2004.
- Carbachol Chloride (2004). Hazardous Substances Data Bank., Приступљено 16. 7. 2004. }-

## Spoljašnje veze
- Karbahol

|  | Molimo Vas, obratite pažnju na važno upozorenje u vezi sa temama iz oblasti medicine (zdravlja). |